# Carlos Alfredo Vera Rodríguez
Carlos Alfredo Vera Rodríguez (nascut el 25 de juny de 1976) és un àrbitre de futbol equatorià.
Ha estat àrbitre internacional des de 2006. Ha arbitrat partits a la Copa Libertadores, Copa Sudamericana, sèries de classificació per la Copa del Món de futbol, i pel campionat sud-americà per edats.
Fou seleccionat com a àrbitre per la Copa Amèrica 2011 celebrada a l'Argentina. També fou triat per la FIFA per arbitrar a la Copa del món de clubs de la FIFA 2012.
El març de 2013, la FIFA el va incloure en la llista de 52 àrbitres candidats per la Copa del Món de Futbol de 2014 al Brasil. El gener de 2014, la FIFA el va incloure a la llista definitiva d'àrbitres pel mundial.